# Horsfieldia punctatifolia
Horsfieldia punctatifolia là một loài thực vật thuộc họ Myristicaceae. Loài này có ở Brunei, Indonesia, Malaysia, và Singapore.